# Set i mig
El set i mig és un joc de cartes molt senzill que es juga amb la baralla espanyola, traient els 8 i els 9. Es tracta d'aconseguir acostar-se al 7 i 1/2, sense sobrepassar-lo.

## Regles de joc
Els valors de les cartes són:
- de l'1 al 7, el seu valor.
- la sota, el cavall i el rei valen 1/2.

S'anomena banca la persona encarregada de repartir les cartes; aquesta persona haurà de competir amb els altres jugadors al final. Seguint l'ordre de les agulles del rellotge, la banca va donant una carta a cada jugador; cada jugador només podrà amagar-ne una, la resta estarà cap amunt. Sempre que vulgui es podrà plantar i passar el torn. Si en demanar cartes supera el 7 i 1/2, queda eliminat. Si un dels jugadors fa el 7 i 1/2 passa a ser la banca i s'emporta el doble del que ha apostat, si aquesta no aconsegueix fer el mateix.
Exemple de joc de dues persones;
1. Els jugadors fan l'aposta mínima d'entrada.
2. La banca situa davant del jugador una carta cap per avall.
3. El jugador mira la carta i tria si es planta o si vol seguir amb una de nova. Si vol pujar l'aposta, ho ha de fer abans de veure la nova carta.
4. Si seguís, el jugador hauria de triar quina carta quedaria cap per avall (la que li dona la banca o la que li havia donat al principi).
5. Seguit del lliurament d'aquesta carta, el jugador torna a triar si es planta o segueix.
6. Ara és el torn de la banca. La banca mira la carta que tenia sobre la taula i tria si es planta o segueix. Se seguiria a partir d'aquí el mateix procés que el jugador. L'únic que canviaria seria qui li donava la carta.